# 內門紫竹寺
內門紫竹寺位於臺灣高雄市內門區觀亭里，已建寺超過三百年，主祀觀音佛祖，是全臺觀音信仰的中心寺廟。
農曆二月十九日觀音佛祖誕辰為重大祭典。內門紫竹寺特別奉祀觀音佛祖的父親「妙莊王」即為「武功尊王」以及妙音、妙元、妙善三位公主，而根據《香山寶卷》所述妙善公主即是觀音佛祖化身。

## 奉祀神聖
內門紫竹寺奉祀觀音佛祖、大佛祖妙音公主、二佛祖妙元公主、三佛祖妙善公主、釋迦牟尼佛、韋馱菩薩、地藏菩薩、武功尊王、城隍爺、福德正神、虎爺、十八羅漢、善才童子、龍女娘娘、文昌帝君、六十甲子太歲星君、「義民神祇」劉明元等五十一位。

## 羅漢門八景之紫竹生春
乾隆七年（1742年）水師提督吳必達路過此地，因聽聞紫竹寺香火鼎盛於是進入膜拜，看到此一蓮花盆地驚嘆之餘，便賜匾，匾文即是「紫竹生春」，這塊近300年的牌匾，仍然受到良好的保存。

## 文物
| 名稱     | 圖片 | 年代                 | 備註                                                                     |
| -------- | ---- | -------------------- | ------------------------------------------------------------------------ |
| 普濟群生 |      | 雍正十二年（1734年） | 臺灣府臺灣縣分防羅漢門縣丞葉文炳、臺灣鎮標右營駐刮羅漢門汛千總仁林五仝立 |
| 紫竹生春 |      | 乾隆七年（1742年）   | 水師提督吳必達敬獻。                                                     |
| 法雨滋榮 |      | 嘉慶元年（1796年）   | 陳飛瀧敬立                                                               |
| 天笠化雨 |      | 咸豐十年（1860年）   | 即選同知黃景琦立                                                         |
| 南海慈航 |      | 光緒十一年（1885年） | 道標都閫府鄭超英敬獻                                                     |
| 慈悲佑我 |      | 光緒十四年（1888年） | 蕃薯竂清丈給單委員六品銜福建海防先用巡檢俞鵬敬獻                         |
| 佛德無量 |      | 昭和三年（1928年）   | 內門庄庄長陳清己敬立                                                     |

### 嚴禁流丐聚黨強索碑記

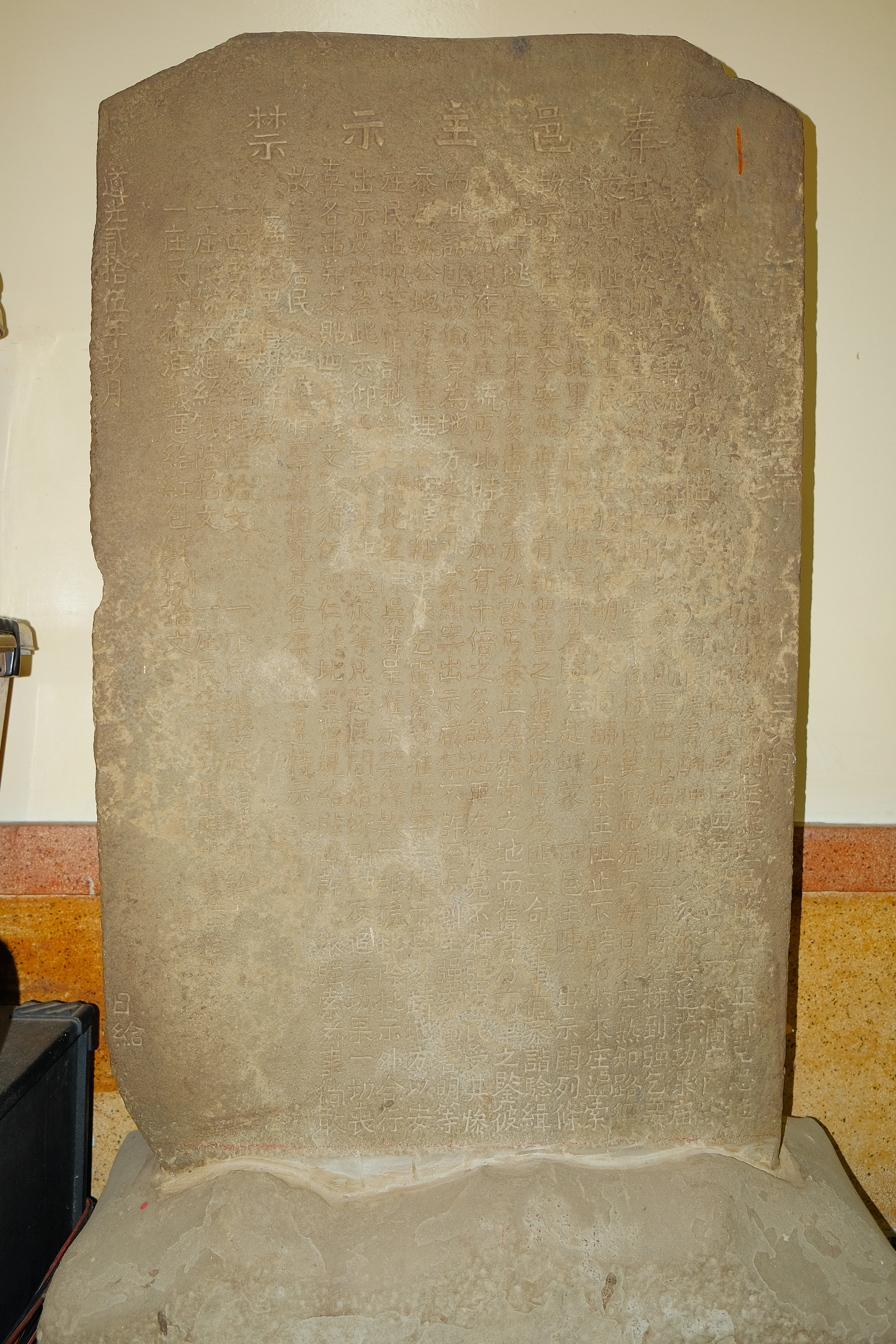
嚴禁流丐聚黨強索碑記(1845年)

此碑乃清道光25年（1845年）台灣府台灣縣知縣胡國榮給立告示，嚴禁新豐里舊社之惡丐擾民，以安庄民，並重申前任知縣陳炳極所開列之仁德北里舊規五條，作為新豐里丐首乞討與庄民給付的依據。

## 外部連結
- 內門紫竹寺 （页面存档备份，存于）
- 內門紫竹寺Facebook官方粉絲專頁 （页面存档备份，存于）
- 內門紫竹寺Youtube官方頻道